# Jan Wyciślik
Jan Wyciślik (ur. 20 lipca 1955 w Chorzowie) – polski piłkarz grający na pozycji napastnika.

## Kariera piłkarska
Jan Wyciślik karierę piłkarską rozpoczął w 1973 roku w Uranii Ruda Śląska, w której grał do 1976 roku. Następnie został zawodnikiem Ruchu Chorzów, w barwach którego 19 marca 1977 w wygranym 1:0 domowym meczu z Legią Warszawa, zadebiutował w ekstraklasie oraz został zastąpiony w 82. minucie przez Józefa Bona. W sezonie 1978/1979 zdobył z klubem mistrzostwo Polski. Ostatni mecz w ekstraklasie, w której łącznie rozegrał 53 mecze, w których zdobył 2 gole, rozegrał 8 października 1980 roku z bezbramkowo zremisowanym meczu domowym ze Śląskiem Wrocław.
Po zakończeniu rundy jesiennej sezonu 1980/1981 został zawodnikiem II-ligowej wówczas Polonii Bytom (Król strzelców II ligi w sezonie 1981/1982 – 17 goli), w którym grał do końca sezonu 1982/1983. Następnie został zawodnikiem Korony Kielce, w której po sezonie 1985/1986 zakończył piłkarską karierę.

## Sukcesy

### Zawodnicze
Ruch Chorzów
- Mistrzostwo Polski: 1979

### Indywidualne
- Król strzelców II ligi: 1982 (17 goli)